# Acrachne racemosa
Acrachne racemosa är en gräsart som först beskrevs av Benjamin Heyne och Albrecht Wilhelm Roth, och fick sitt nu gällande namn av Jisaburo Ohwi. Acrachne racemosa ingår i släktet Acrachne och familjen gräs. Inga underarter finns listade i Catalogue of Life.